# Stanisław Kazimierz Radziwiłł
Stanisław Kazimierz Radziwiłł herbu Trąby (ur. w 1648, zm. 8 grudnia 1690) – stolnik wielki litewski od 1670, ordynat na Klecku, od 1679 marszałek wielki litewski, starosta rabsztyński, książę.
Syn Michała Karola. 
Elektor Jana III Sobieskiego z województwa nowogródzkiego w 1674 roku.
Był posłem powiatu mozyrskiego na sejm zwyczajny 1670 roku i posłem na zjazd warszawski i sejm pacyfikacyjny 1673 roku. Poseł sejmiku mozyrskiego na sejm 1677 roku.
W 1690 w Warszawie ożenił się z Marią Krystyną de Béthune, córką Franciszka Gastona de Béthune, siostrzenica królowej Marii Kazimiery. Zmarł bezdzietnie.